# Нора (Португалия)
Нора (порт. Noura) — район (фрегезия) в Португалии, входит в округ Вила-Реал. Является составной частью муниципалитета Мурса. По старому административному делению входил в провинцию Траз-уж-Монтиш и Алту-Дору. Входит в экономико-статистический субрегион Алту-Траз-уш-Монтеш, который входит в Северный регион. Население составляет 647 человек на 2001 год. Занимает площадь 14,06 км².
Покровителем района считается Дева Мария (порт. Nossa Senhora da Anunciação).

## История
Район основан в 1224 году